# Julien Lacaze
Julien Lacaze né le 11 août 1886 à Maisons-Laffitte (Seine-et-Oise) et mort le 13 novembre 1971 à Bry-sur-Marne (Val-de-Marne) est un peintre, lithographe et aquafortiste français.

## Biographie
Julien Lacaze est le fils de Lucien Lacaze, lui-même dessinateur, et d'Olympe Derbois. Il est élève de Georges Lemaire et d'Auguste Renoir, exposant ses œuvres pour la première fois à partir de 1913. Il dirige son propre atelier de publicité Julien Lacaze à Asnières, puis à Bry-sur-Marne, où il passe les dernières années de sa vie.
Il se marie le 24 octobre 1917 à Yvonne Marie Germaine Cornille (1895-1967), à Paris, dans le 18e arrondissement. 

## Œuvres

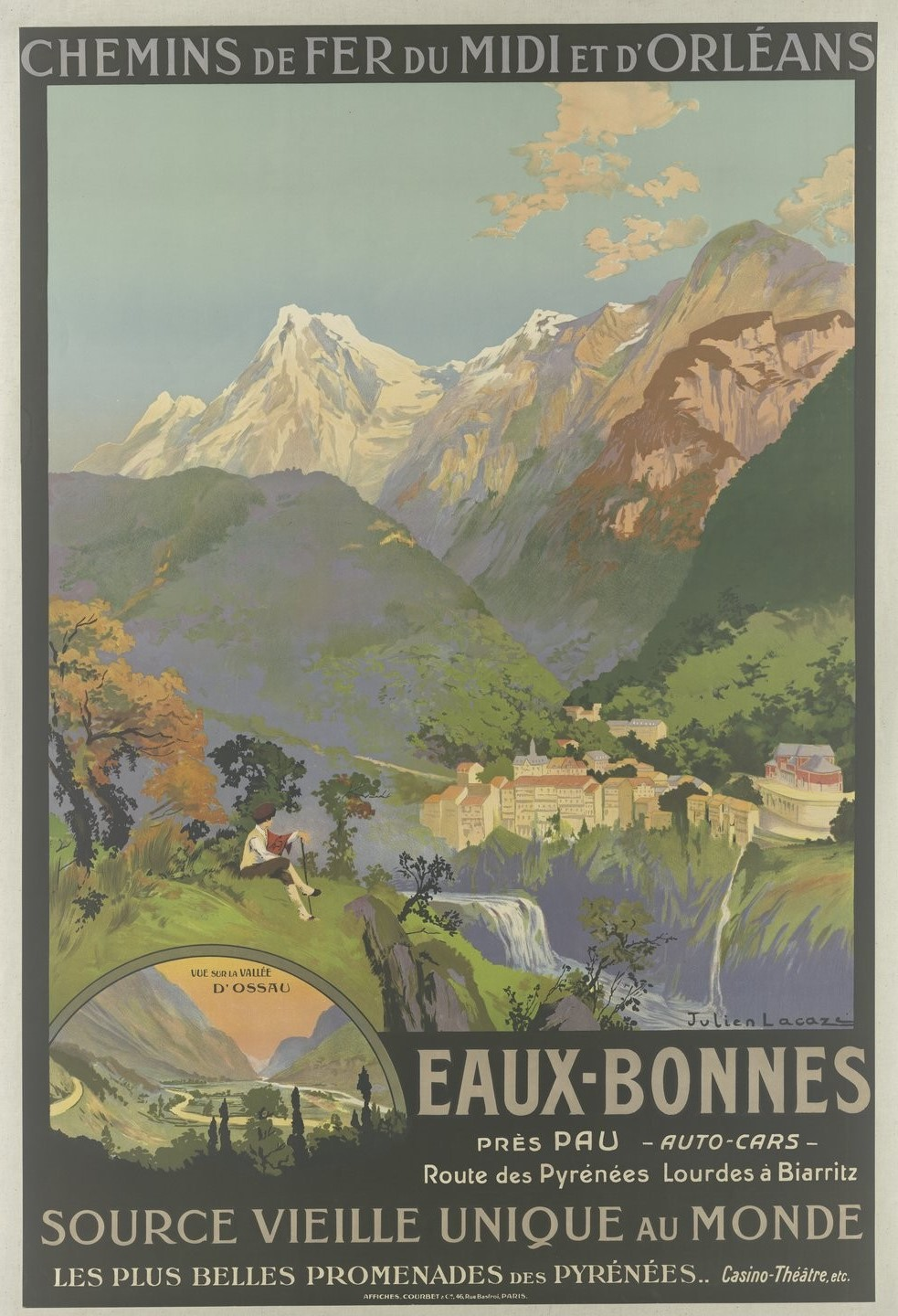
Affiche de Julien Lacaze pour les Chemins de fer du Midi, en 1910.

Il réalise notamment les affiches des chemins de fer de l'État : La Côte bretonne, Paris-Lyon-Méditerranée, La Seine de Rouen au Havre, Normandie, Île de Jersey, Touraine, Vendée…

## Collections publiques
- Bry-sur-Marne, musée Adrien Mentienne.
- Paris, Département des estampes et de la photographie de la Bibliothèque nationale de France.